# Відкритий чемпіонат США з тенісу 2002
Відкритий чемпіонат США з тенісу 2002 проходив з 26 серпня по 8 вересня 2002 року на відкртих кортах Тенісного центру імені Біллі Джин Кінг у парку Флашинг-Медоуз у районі Нью-Йорка Квінз. Це був четвертий, останній турнір Великого шолома календарного року.

## Події
Минулорічні переможці одиночних змагань, Ллейтон Г'юїтт та Вінус Вільямс не змогли захистити своїх титулів. Х'юїтт програв у півфіналі Андре Агассі, а Вінус поступилася в фіналі молодшій сестрі Серені. 
Піт Сампрас виграв свій 14-ий (і останній) турнір Великого шолома. Чемпіоном США він став уп'яте, зрівнявшись із Джиммі Коннорсом. Пізніше до них приєднався ще й Роджер Федерер.
Серена Вільямс здобула 4-ий титул Великого шолома, другий у США. Вона втретє поспіль переграла старшу сестру в фіналі.

## Результати фінальних матчів

### Дорослі
| Одиночний розряд. Чоловіки           |                                  |                     |
| Піт Сампрас                          | Андре Агассі                     | 6–3, 6–4, 5–7, 6–4  |
|                                      |                                  |                     |
| Одиночний розряд. Жінки              |                                  |                     |
| Серена Вільямс                       | Вінус Вільямс                    | 6–4, 6–3            |
|                                      |                                  |                     |
| Парний розряд. Чоловіки              |                                  |                     |
| Магеш Бгупаті Макс Мирний            | Їржі Новак Радек Штепанек        | 6–3, 3–6, 6–4       |
|                                      |                                  |                     |
| Парний розряд. Жінки                 |                                  |                     |
| Вірхінія Руано Паскуаль Паола Суарес | Олена Дементьєва Жанетт Гусарова | 6–2, 6–1            |
|                                      |                                  |                     |
| Мікст                                |                                  |                     |
| Ліза Реймонд Майк Браян              | Катарина Среботнік Боб Браян     | 7–6(11–9), 7–6(7–1) |
|                                      |                                  |                     |

### Юніори
| Одиночний розряд. Хлопці          |                  |          |
| Рішар Гаске                       | Маркос Багдатіс  | 7–5, 6–2 |
|                                   |                  |          |
| Одиночний розряд. Дівчата         |                  |          |
| Марія Кириленко                   | Барбора Стрицова | 6–4, 6–4 |
|                                   |                  |          |
| Парний розряд. Хлопці             |                  |          |
| Міхель Конінг / Бас ван дер Вальк |                  |          |
|                                   |                  |          |
| Парний розряд. Дівчата            |                  |          |
| Елке Клейстерс / Кірстен Фліпкенс |                  |          |
|                                   |                  |          |